# أكوابونيكس

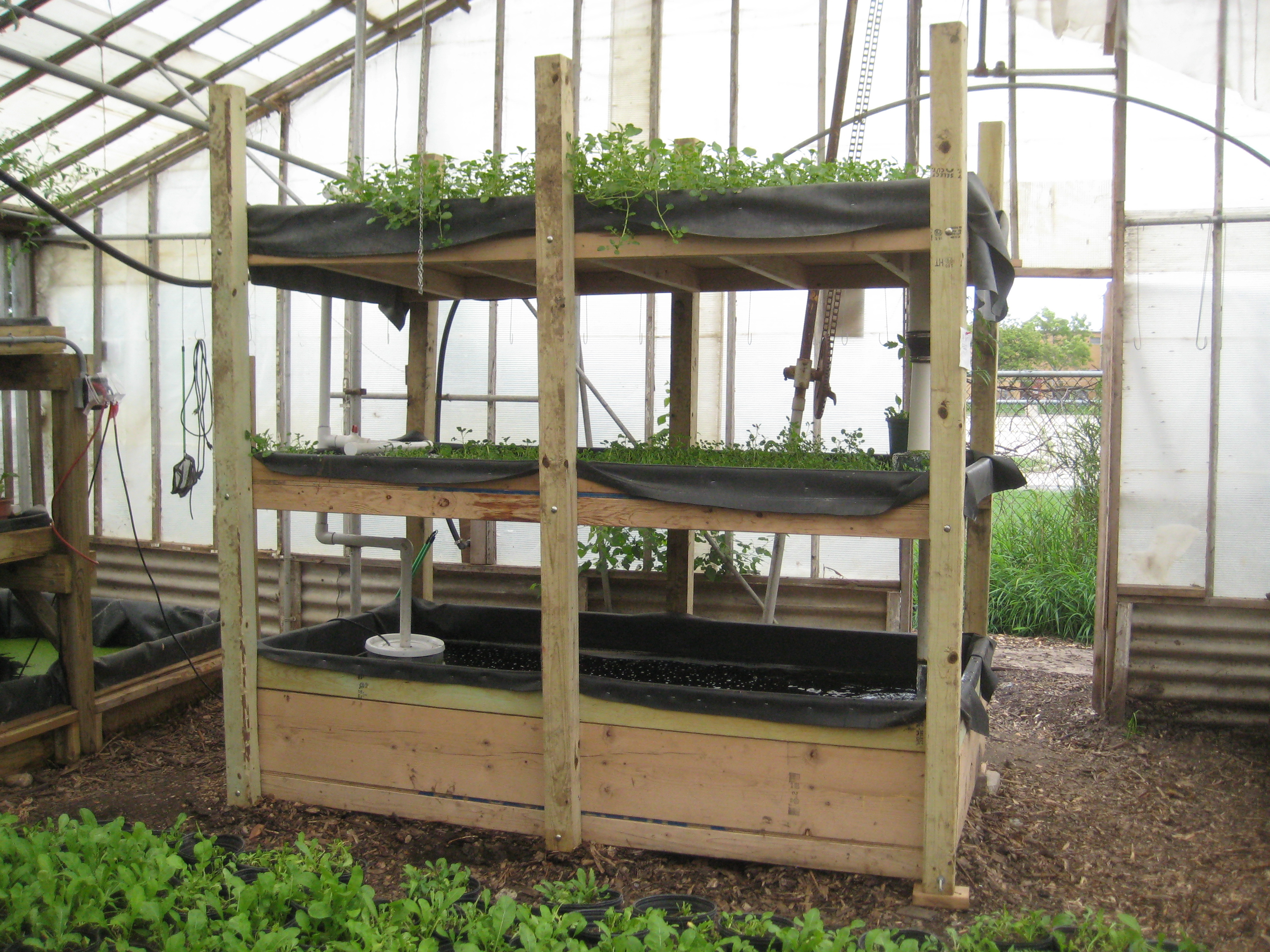
نطام أكوابونكس

،Aquaponics. الزراعة المائية المركّبة، أو الزراعة المائية النباتية الحيوانية (بالإنجليزية: Aquaponics)‏، جميعها مصطلحات تشير إلى أي نظام يجمع بين تربية الأحياء المائية التقليدية (تربية الحيوانات/الكائنات المائية مثل القواقع والأسماك وجراد البحر أو القريدس في خزانات) والزراعة في الماء (زراعة النباتات في الماء، أو زراعة النباتات بدون تربة) في بيئة تكافلية.
في نظام تربية الأحياء المائية العادي، فإن زيادة إفرازات المخلوقات المائية يمكن أن يتسبب في تراكمها في المياه، وزيادة السمية (التسمم) لهذه الكائنات، بينما في نظام الأكوابونيك، يتم تغذية نظام الزراعة المائية بالمياه القادمة من نظام تربية الأحياء المائية والتي تحوي المخلّفات الغذائية الآيضية الناتجة من الكائن البحري المربى في النظام، غالباً الأسماك، بالإضافة إلى البقايا العضوية الناتجة من بقايا الغذاء الذي لم يتم هضمه أو استهلاكه، حيث تتحلل المنتجات الثانوية بواسطة البكتيريا الآزوتية إلي النترات والنتريت، والتي يتم استخدمها من قبل النباتات كمواد غذائية، وهذا يخفف من توافر المركبات السامة للأسماك والتي تشمل الأمونيا، والنترات بحيث تعود المياه مرة أخرى إلى نظام تربية الأحياء المائية بتراكيز أقل سمّية وهذا يحقق مبدأ التكافل الغذائي بين المكونين الرئيسيين لنظام الأكوابونيك وهما تربية الأحياء المائية، والزراعة النباتية في الماء.
شكلت تقنيات الزراعة المائية وتربية الأحياء المائية الأساس لجميع أنظمة الزراعة المائية المركّبة، إلا أن حجم وتعقيد ونوع الطعام الناتج عنها يمكن أن يختلف كثيرا بحسب عدد من العوامل.
بدأت هذه الطريقة في الزراعة في الانتشار أكثر في القرن الحالي بسبب حاجتها القليلة للمياه والمواد الكيميائية.